# Plectogaster puncticollis
Plectogaster puncticollis är en skalbaggsart som beskrevs av Louis Burgeon 1947. Plectogaster puncticollis ingår i släktet Plectogaster och familjen långhorningar.
Artens utbredningsområde är Gabon. Inga underarter finns listade i Catalogue of Life.